# Pretty. Odd.
Pretty. Odd. è il secondo album del gruppo Panic at the Disco, uscito il 25 marzo 2008. In concomitanza con l'uscita del nuovo album la stessa band ha deciso di rimuovere dal loro nome il "!".

## Tracce
1. We're So Starving
2. Nine in the Afternoon
3. She's a Handsome Woman
4. Do You Know What I'm Seeing?
5. That Green Gentleman
6. I Have Friends in Holy Spaces
7. Northern Downpour
8. When the Day Met the Night
9. Pas de Cheval
10. The Piano Knows Something I Don't Know
11. Behind the Sea
12. Folkin' Around
13. She Had the World
14. From a Mountain in the Middle of the Cabins
15. Mad as Rabbits

Tracce bonus nell'edizione deluxe
1. Nine in the Afternoon (Radio Mix)
2. Behind the Sea (Alternate Version)

Tracce bonus nell'edizione iTunes
1. Do You Know What I'm Seeing? (Alternate Version)
2. Nine in the Afternoon (Music Video)
3. Mad as Rabbits (Music Video)